# Compsilura ardeacea
Compsilura ardeacea är en tvåvingeart som först beskrevs av Robineau-desvoidy 1863.  Compsilura ardeacea ingår i släktet Compsilura och familjen parasitflugor.
Artens utbredningsområde är Frankrike. Inga underarter finns listade i Catalogue of Life.